# Verbinding A8-A9
De verbinding tussen de Rijkswegen 8 en 9 is een geplande doortrekking van de autosnelweg A8 nabij Westzaan naar de A9 nabij Beverwijk en Heemskerk. Op dit moment verzorgen de N8 en N203 deze verbinding. 

## Geschiedenis
Al in de jaren '50 was een aansluiting gepland, de A8 was voorzien bij Heemskerk aan te sluiten op A9 ter hoogte van verzorgingsplaats Akermaat. De aanleg is echter in 1974 gestaakt door de combinatie van bezuinigingen op het wegenbudget (voortvloeiende uit de oliecrisis) en de groeiende files voor de Coentunnel.
Het afwikkelen van doorgaand verkeer via de N203 en de N246 leidt echter in toenemende mate tot doorstromings- en milieuproblemen, met name binnen de bebouwde kommen van Krommenie en Assendelft, waardoor de roep om een oplossing oplaaide. Vanaf 2014 studeert de provincie Noord-Holland, in samenwerking met de gemeenten Zaanstad, Uitgeest, Heemskerk en Beverwijk en de Stadsregio Amsterdam, op mogelijkheden voor een structurele oplossing voor deze problemen.
In januari 2017 kwam Provincie Noord-Holland met drie uitgewerkte alternatieven. Eén daarvan is het zogenaamde 'nul-plus' alternatief, waarbij een deel van de N203 binnen de bebouwde kom van Krommenie als viaduct wordt uitgevoerd. Het plan stuitte snel op weerstand van omwonenden.
Twee andere alternatieven betekenen een nieuw te bouwen auto(snel)weg, een volwaardig ontvlochten knooppunt met de A9 bleek echter niet haalbaar. Er wordt gesproken over een 'golfbaanalternatief', die de golfbaan van de Heemskerkse Golfclub doorsnijdt en net ten zuiden van Fort Veldhuis op de A9 aansluit. Een andere variant (het 'Heemskerkalternatief') sluit aan op de bestaande afrit 'Heemskerk' van de A9 en bevat een tunnel onder de Heemskerkse Kil. Beide varianten bevatten een tunnel onder de Dorpsstraat van Assendelft en een op-/afrit bij Saendelft. In de zomer van 2017 wordt met alle betrokken partijen een voorkeursalternatief gekozen.
De verbinding A8-A9 wordt via het tracé van het Golfbaanalternatief ingepast in het landschap. In 2018 koos Gedeputeerde Staten dit als voorkeursalternatief. Hierna is een landschapsplan gemaakt, dat eind 2021 werd afgerond. Omdat de geschatte bouwkosten circa €900 miljoen zijn en de provincie die niet alleen kan dragen, is aan de rijksoverheid gevraagd bij te dragen aan het project. De minister van Infrastructuur en Waterstaat heeft op 11 april 2022 in een commissievergadering laten weten niets te zullen bijdragen aan het project, omdat dat in 2013 al is afgesproken. Het landschapsplan is via het ministerie van Onderwijs Cultuur en Wetenschappen aangeboden aan de UNESCO. Dit omdat de nieuwe verbinding door het gebied loopt waarin zich een deel van de Stelling van Amsterdam bevindt. Dat is een UNESCO Werelderfgoed, waarvan de status in gevaar komt als er een weg doorheen komt te lopen. De opstellers van het landschapsplan denken dat er voldoende waarborgen zijn ingebouwd in het plan om de status Unesco Werelderfgoed te kunnen behouden. Pas medio 2023 wordt een uitspraak van de UNESCO verwacht.